# Xysmalobium
Xysmalobium és un gènere de fanerògames de la família de les Apocynaceae. Conté 91 espècies. És originari d'Àfrica.

## Descripció
Són unes altes herbesde 30-80 cm d'alçada, ramificades o escassament ramificades (basal). El làtex és blanc. Els òrgans subterranis són tubercles cilíndrics d'1 m de llarg. Els brots són glabres o escassament, pubèruls. Les fulles són peciolades o subsèssils, herbàcies, de 3-15 cm de llarg, 0,5-3,5 cm d'ample, lineals o lanceolades o oblongues, basalment truncades o obtuses o sagitades. L'àpex és agut, lleugerament ondulats o indiferenciats, adaxial glabra, pubescent, abaxialment glabres, pubescents.
Les inflorescències són extraaxil·lars, solitàries, més curtes que les fulles adjacents, amb 4-20 flors, simples, sèssils o pedunculades, els peduncles més curts que els pedicels gairebé tan llargs com pedicels, glabres, finament pubèruls, pedicels glabres, pubescents.

## Taxonomia
El gènere va ser descrit per Robert Brown i publicat a On the Asclepiadeae 27. 1810. L'espècie tipus és: Xysmalobium undulatum (L.) W.T. Aiton.

## Espècies seleccionades
- Xysmalobium acerateoides
- Xysmalobium albens
- Xysmalobium ambiguum
- Xysmalobium amplifolium
- Xysmalobium andongense